# 중복파

벽에 반사되어 나오는 파동(빨강)과 벽으로 오는 파동(파랑)이 합쳐져서 만들어지는 중복파인 검정 파동.

유체동역학에서 중복파(Clapotis)란 방파제, 방조제, 절벽과 같이 해안선이 수직인 곳에서 진행하는 표면파와 해안선에서 반사된 반사파가 서로 만나 합쳐저서 발생하는 정상파를 의미한다. 이렇게 만들어진 중복파는 수평이동이 없으나 고정된 마디와 반마디가 존재한다. 이런 정상파는 해안선 끄트머리의 벽을 침식시키며 해안 구조물에 심각한 손상을 줄 수 있다. 중복파라는 용어는 1877년 프랑스의 수학자이자 물리학자인 조제프 발랑탱 부시에스크가 처음으로 마치 파도가 '래핑'하는 듯이 보인다고 하여 프랑스어인 'le clapotis'로 이름붙였다.
들어오는 순수 단조 파동이 단단한 수직벽에 완전히 정상으로 반사되어 나가는 이상적인 중복파에서는 정상파의 파고는 벽에서 반파장 거리에서 들어오는 파동의 파고의 2배이다. 이 경우 심해파의 물 입자의 원운동이 반마디에서 수직속도만, 마디에서 수평속도만 남으며 직선형으로 바뀌게 된다. 정상파의 경우 운동 에너지가 위치 에너지로, 다시 위치 에너지가 운동 에너지로 바뀌며 서로 번갈아가며 거울처럼 위로 올라갔다 내려간다.

## 관련 현상
실제 세계에선 물의 깊이나 해안의 침전물 때문에 이상적인 상황과는 달라 순수한 중복파는 거의 보기 힘들다. 보다 현실적으로 들어오는 에너지 일부가 해안선에서 흡수되거나 흩어져 입사파의 100%가 온전히 반사되지 못하는 부분적인 중복파의 경우 물입자가 타원형을 그리며 움직이는 유사 정상파가 형성된다. 또한 바다에서 서로 반대 방향으로 움직이는 거의 같은 파장을 가진 파동이 서로 만나면서 유사중복파가 만들어질 수 있으나 진폭이 일정하지 않다. 유사중복파의 경우 마디 자체가 약간 수직운동을 하는 경우도 있다.
입사파가 벽에 수직으로 오지 않고 비스듬한 각도로 부딪힐 경우, 반사파는 입사파의 보각으로 반사되며 이 경우 격자형 중복파(clapotis gaufré)라는 십자 해칭 모양 간섭 패턴이 만들어진다. 이 경우 파동의 각각의 최고점은 입사파와 반사파의 교차점에서 만들어지며 구조물과 평행하게 움직인다.

## 같이 보기
- 거대파 (Rouge wave)
- 세이시

## 참고 문헌
- Boussinesq, J. (1872). “Théorie des ondes liquides périodiques”. 《Mémoires Présentés Par Divers Savants à l'Académie des Sciences》 20: 509–616.
- Boussinesq, J. (1877). “Essai sur la théorie des eaux courantes”. 《Mémoires Présentés Par Divers Savants à l'Académie des Sciences》 23 (1): 1–660.
- Hires, G. (1960). “Étude du clapotis”. 《La Houille Blanche》 15 (2): 153–63. doi:10.1051/lhb/1960032.
- Leméhauté, B.; Collins, J. I. (1961). 《Clapotis and Wave Reflection: With an Application to Vertical Breakwater Design》. Civil Engineering Dept., Queen's University at Kingston, Ontario.